# Kudret Kanoğlu
Kudret Kanoğlu (* 18. Januar 1993 in Bottrop) ist ein deutsch-türkischer Fußballspieler.

## Karriere
Kanoğlu lernte das Fußballspielen in Deutschland und spielte bei Rot-Weiß Oberhausen, 2014 wurde er von Manisaspor verpflichtet. Sein Ligadebüt gab er dann am 30. August 2014 gegen Alanyaspor, das Spiel verlor Manisaspor mit 0:3.
Für die Rückrunde der Saison 2014/15 wurde er an Kayseri Şekerspor ausgeliehen.